# Morlaincourt
Morlaincourt is een plaats en voormalige gemeente in het Franse departement Meuse.

## Geschiedenis
Op 1 januari 1973 fuseerde Morlaincourt met Chennevières en Oëy tot de gemeente Chanteraine, waarvan Morlaincourt de hoofdplaats werd. De voormalige gemeenten kregen de status van commune associée. Het gemeentehuis van de fusiegemeente weg gevestigd in het château van Morlaincourt.

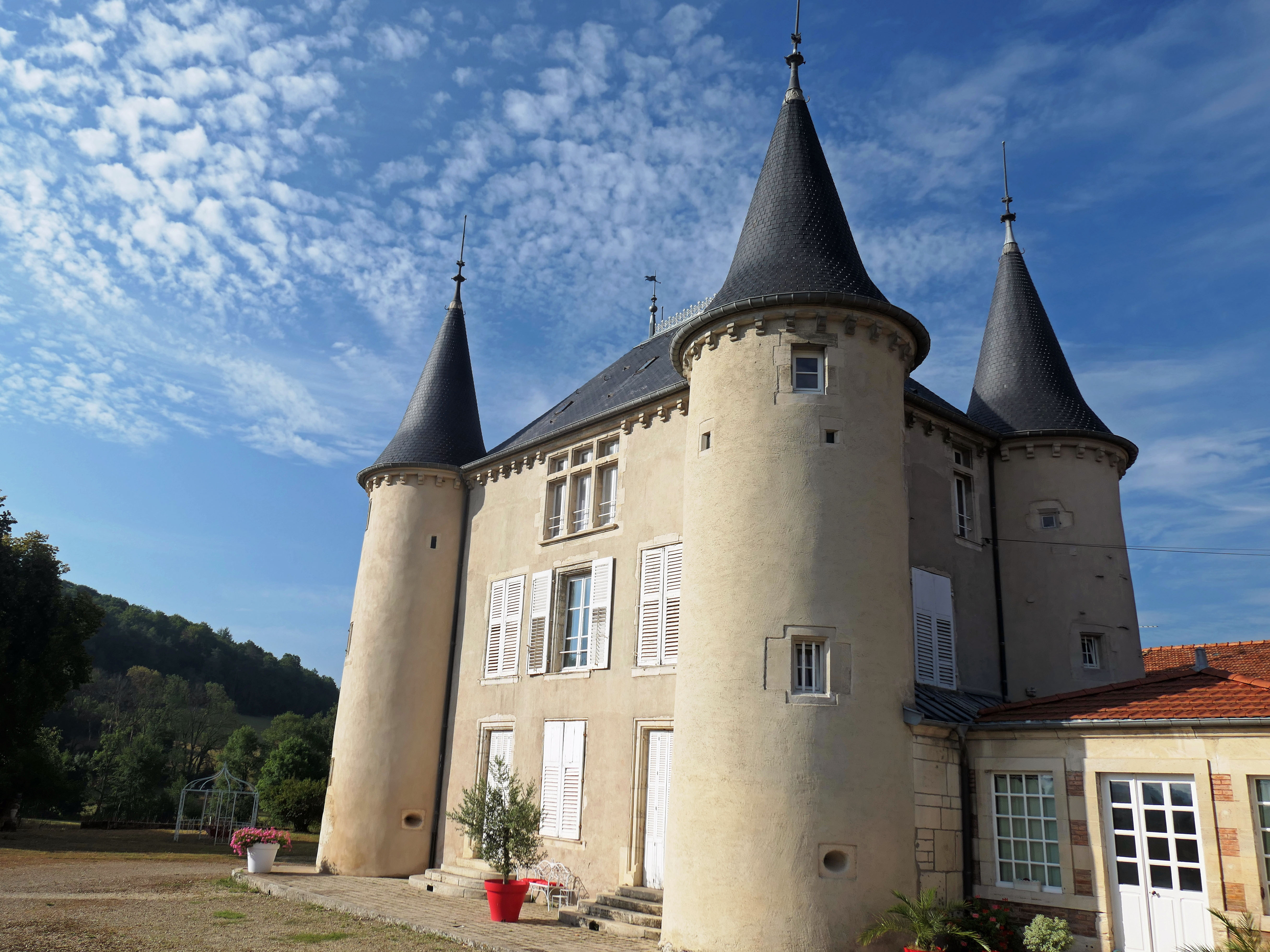
Het kasteel van Morlaincourt

Chennevières · Morlaincourt · Oëy